# Universidad Tecmilenio
La Universidad Tecmilenio (actualmente promocionada como Tecmilenio) es una universidad privada sin ánimo de lucro auspiciada por el Instituto Tecnológico y de Estudios Superiores de Monterrey (ITESM) y afiliada tanto a la Asociación Nacional de Universidades e Instituciones de Educación Superior (ANUIES) como a la Federación de Instituciones Mexicanas Particulares de Educación Superior (FIMPES).
Cuenta con 31 campus ubicados en 27 ciudades mexicanas y otras 12 sedes híbridas (que denomina Espacios Connect) donde ofrece programas de bachillerato, profesional asociado, licenciatura o grado, posgrado y cursos de extensión de forma presencial, semipresencial o a distancia a unos 62 500 estudiantes.
La institución fue fundada el 2 de septiembre de 2002 en la ciudad de Monterrey y desde 2013 sigue un modelo educativo similar al de una Fachhochschule o universidad profesionalizante: las clases se enfocan hacia la práctica, los planes académicos de licenciatura contemplan estancias empresariales y, en su caso particular, permite completar hasta el 40% de los créditos académicos de licenciatura con certificaciones profesionales.
Para facilitar la vinculación de la escuela con las empresas, cinco campus de la universidad han formado parte de la Red de Parques Tecnológicos del Tecnológico de Monterrey y han albergado las instalaciones de algunas compañías multinacionales, como IBM, Softtek o Infosys.

## Historia
La universidad fue fundada el 2 de septiembre de 2002 por el consejo directivo del Tecnológico de Monterrey. De acuerdo con Lorenzo Zambrano y Rafael Rangel Sostmann, quienes entonces ejercían como presidente del Consejo y rector de dicho Instituto, el propósito original de la nueva escuela era ofrecer educación de buena calidad a un segmento de la población que no podía pagar las colegiaturas del Tecnológico y precisaba continuar trabajando para completar sus estudios.
Las primeras instalaciones se construyeron en dos campus ubicados en los suburbios de la ciudad de Monterrey y uno en el área conurbada de la Ciudad de México. Al año siguiente nacieron sus primeros Parques Tecnológicos Educativos, los cuales buscaban facilitar la incorporación de los estudiantes a las organizaciones que operan al interior de los mismos, como algunos centros de desarrollo de software de IBM, Softtek y la multinacional india Infosys.

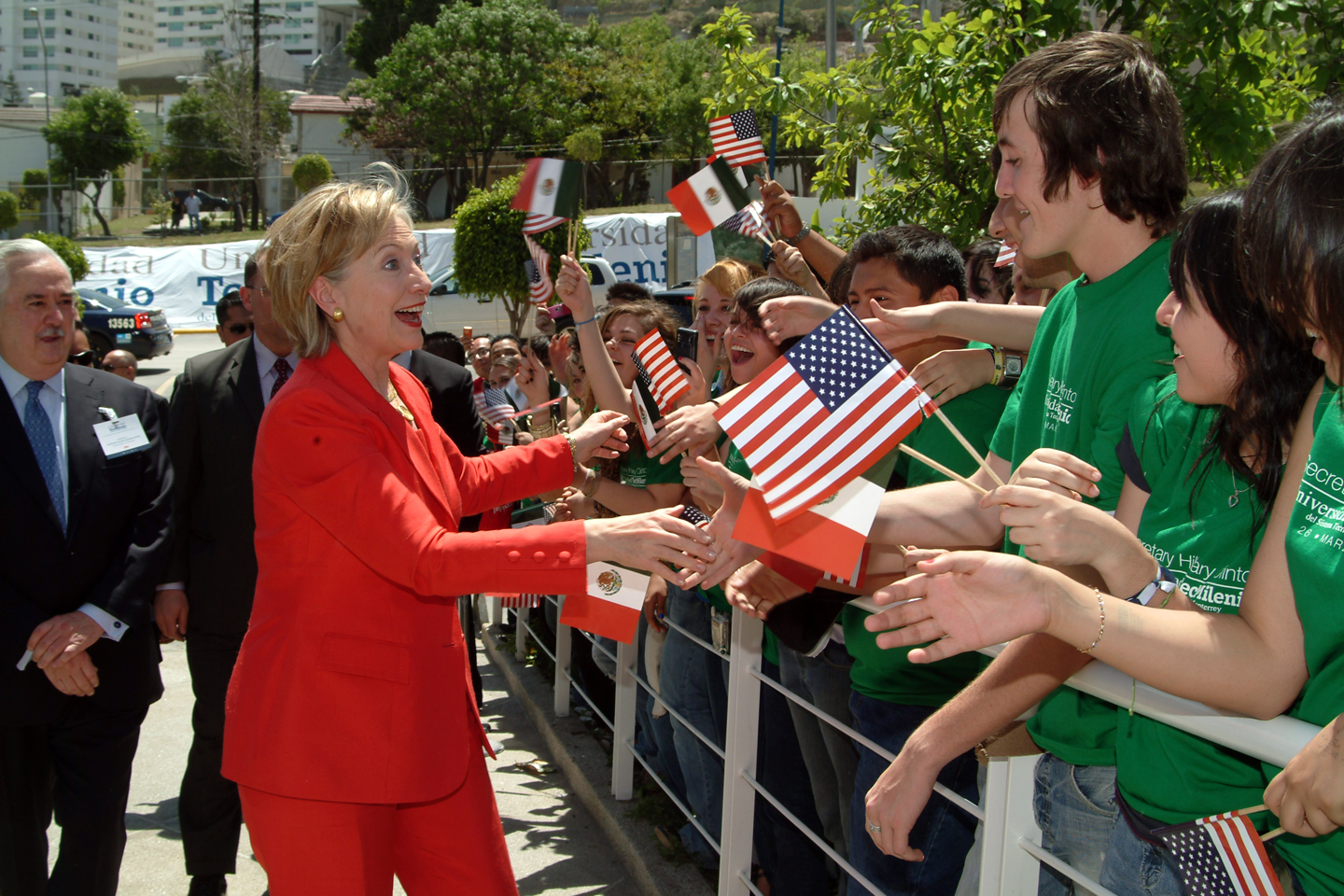
Visita de la secretaria de Estado de los Estados Unidos, Hillary Clinton, al Campus Las Torres el 26 de marzo de 2009. A su izquierda, Lorenzo Zambrano, su primer presidente del Consejo.

Con el paso de los años, la universidad se extendió hacia el interior del país, completó algunas adquisiciones y absorbió algunos campus del Tecnológico de Monterrey, como Guaymas y Mazatlán. Su estructura administrativa también experimentó cambios importantes durante la primera década. Inicialmente, la institución era supervisada por la vicerrectoría de Planeación y Desarrollo Académico del Tecnológico de Monterrey, pero hacia 2004 creó su propia rectoría y seis años después se convirtió en una de las cuatro instituciones semiautónomas que, junto al Instituto, su red hospitalaria y la extinta Universidad TecVirtual, constituyeron el desaparecido Sistema Tecnológico de Monterrey (2010—2013).
Hacia mediados de 2013, la universidad adoptó un nuevo modelo educativo y terminó convirtiéndose en una institución que depende administrativamente del presidente del Tecnológico de Monterrey pero conserva su autonomía en asuntos académicos (ver Organización e Información académica). Como consecuencia, ese mismo año solicitó su ingreso a la Asociación Nacional de Universidades e Instituciones de Educación Superior (ANUIES) y tres años después concluyó su propio proceso de acreditación ante la Federación de Instituciones Mexicanas Particulares de Educación Superior (FIMPES).
En 2020 publicó un plan estratégico llamado CIMA 2025, un acrónimo que comprendía los cuatro ejes principales con los que trabajería en el quinquenio que iniciaba: cocreación de experiencias educativas y competencias con empresas; diseño de  trayectorias educativas modulares, apilables, flexibles, personalizadas y accesibles; incorporación de programas, certificados y microcredenciales a sus plataformas digitales y acompañamiento personalizado y escalable no solo en el ámbito educativo sino de bienestar personal.

## Sedes

### Campus
A finales de 2024, las instalaciones de la universidad se distribuían en 31 campus ubicados en 27 ciudades mexicanas.
| - Coahuila: Laguna - Chihuahua: Ciudad Juárez y Chihuahua - Ciudad de México: Ferrería - Durango: Durango - Estado de México: Cuautitlán Izcalli y Toluca - Jalisco: Guadalajara Norte (Zapopan) y Guadalajara Sur - Michoacán: Morelia | - Morelos: Cuernavaca - Nuevo León: Cumbres, Guadalupe, San Nicolás y Las Torres - Puebla: Puebla - Querétaro: Querétaro - Quintana Roo: Cancún - San Luis Potosí: San Luis Potosí | - Sinaloa: Culiacán, Los Mochis y Mazatlán - Sonora: Ciudad Obregón y Hermosillo - Tabasco: Villahermosa - Tamaulipas: Nuevo Laredo, Reynosa y Tampico - Veracruz: Veracruz - Yucatán: Mérida - Zacatecas: Zacatecas |

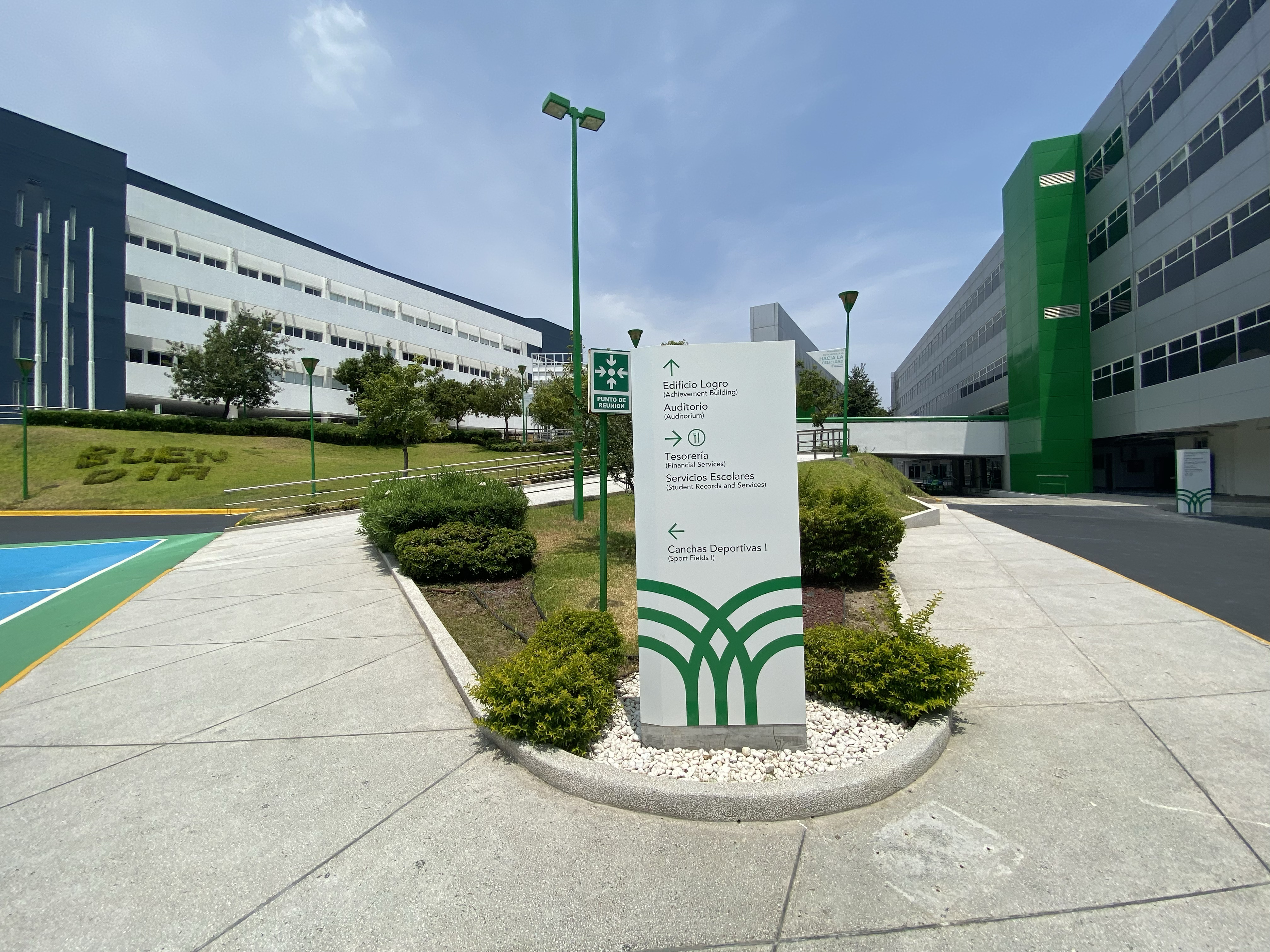
Vista interior del Campus Las Torres, sede de la Rectoría desde 2004.

Desde 2004 la rectoría se ubica en el Campus Las Torres, el cual se localiza al sureste de la ciudad de Monterrey, muy cerca de la frontera con el municipio de San Pedro Garza García.  Cinco campus (Culiacán, Ferrería, Guadalajara, Las Torres y Villahermosa) han operado bajo el modelo de Parque Tecnológico Educativo en asociación con diferentes empresas. El resto ocupa edificios construidos o comprados a otras universidades, antiguos campus del Tecnológico de Monterrey (como Guaymas, Mazatlán, Morelia y Tampico) y en aquellas ciudades donde no existe un campus del Tecnológico suelen compartir las instalaciones con oficinas de extensión de dicho instituto.
En contraste, al menos diez campus (como Parral, San Juan del Río, y Matamoros) han tenido que desaparecer debido a la reestructuración de la escuela.

### Espacios Connect
Aunado a los campus, la Institución cuenta con 12 espacios de aprendizaje semipresencial que denomina Espacios Connect diseñados para facilitar la participación en clases tanto presenciales como virtuales, y que ofrecen un entorno propicio para la colaboración y conexión con otros estudiantes de programas ejecutivos y de posgrado.
Los espacios se ubican al interior de ciertos campus (como Las Torres), plazas comerciales cercanas a los distritos de negocio (como León) o al interior de algunos WeWork con los que tiene convenio (como Artz Pedregal y Mítikah Coyoacán). Aquellos que no se encuentran adscritos a un campus universitario son los siguientes:
| - Baja California: Tijuana Rio - Ciudad de México: Artz Pedregal, Mítikah Coyoacán, Reforma y Santa Fe - Coahuila: Saltillo | - Estado de México: Las Américas y Satélite - Guanajuato: León |

## Organización y administración
Tras una reestructuración concluida en 2013, la universidad se transformó en una institución semiautónoma que depende administrativamente del presidente ejecutivo del Tecnológico de Monterrey (actualmente, el doctor David Garza Salazar) y, como tal, aparece reportada en el Informe anual entregado a los consejeros del Instituto. Sin embargo, Tecmilenio mantiene su autonomía en asuntos académicos.
Desde mayo de 2020 el rector de la Institución es el maestro Bruno Zepeda Blouin, ex director global de Planeación y Finanzas de Pedro Domecq y exvicepresidente de Operaciones del Tecnológico de Monterrey. Previamente el cargo ha sido ocupado por el doctor Héctor Mauricio Escamilla Santana (2009-2020) y por los maestros Alejandro Cristerna (2004–2009), Sergio Martínez Flores (2004) y Carlos Cruz Limón (2002–2004); todos ellos directivos o ex directivos del Tecnológico de Monterrey.

## Información académica

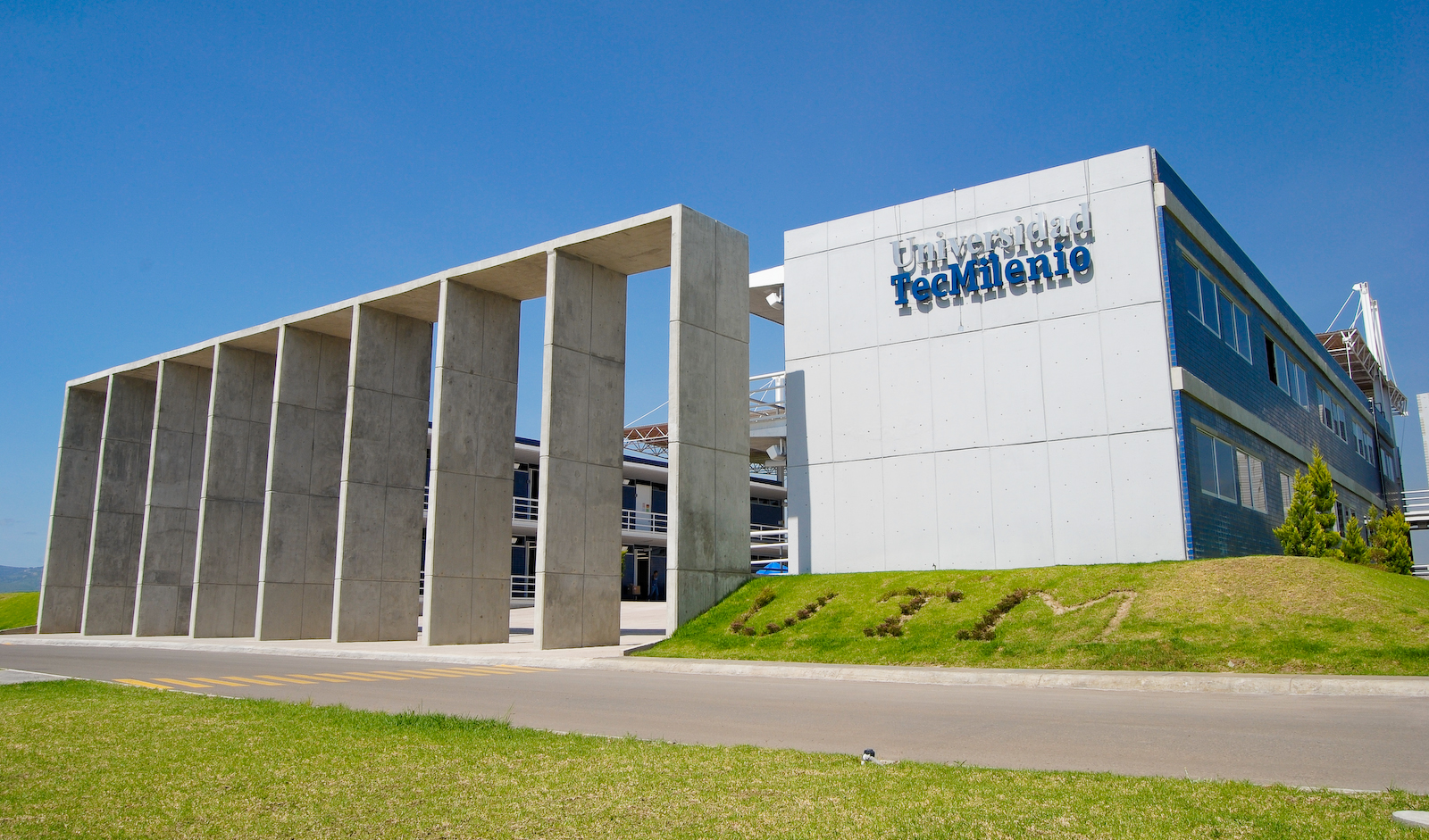
El Campus Durango en 2007.

Pese a depender administrativamente del presidente del Tecnológico de Monterrey y de mantener una estrecha colaboración académica con dicho instituto, los planes, asignaturas y programas de ambas instituciones son distintos y los grados académicos se conceden atendiendo políticas, criterios y estándares diferentes.
A finales de 2024, su oferta académica comprendía cuatro programas de bachillerato, tres programas de profesional asociado, 23 programas de grado o licenciatura y quince programas de posgrado que se imparten de forma presencial, semipresencial o a distancia. Los calendarios escolares varían de acuerdo al nivel de estudios.
Respecto a sus admisiones, desde 2023 mantiene un convenio con la Oficina del Alto Comisionado de las Naciones Unidas para los Refugiados (ACNUR) para flexibilizar sus políticas y procesos de admisión para las personas refugiadas o que solicitan asilo en el país y para finales de 2024 ninguno de sus programas educativos requería exámenes de admisión.
Los estudios impartidos por la Universidad son reconocidos por la Dirección General de Bachillerato y la Dirección General de Educación Superior de la Secretaría de Educación Pública de México. Desde 2012 también es auditada por la Federación de Instituciones Mexicanas Particulares de Educación Superior (FIMPES), un proceso al cual sólo 108 de las más de 2600 universidades privadas en México se han sometido.

### Modelo educativo

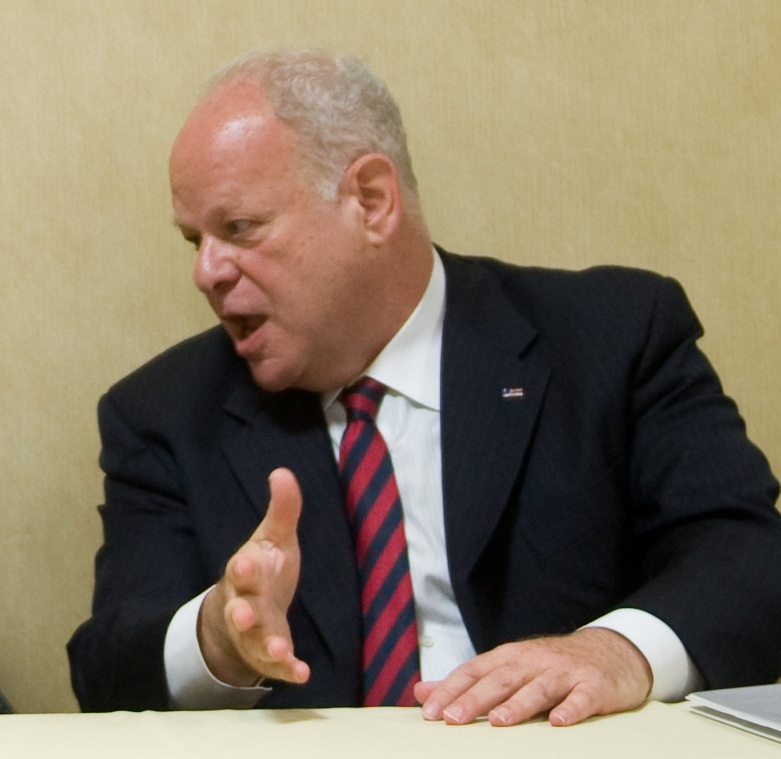
Martin Seligman, expresidente de la Asociación Estadounidense de Psicología (APA) calificó a Tecmilenio como la "primera universidad positiva del mundo" por permear los conceptos de la psicología positiva en el rediseño su estructura, procesos y modelo educativo.

A partir de 2013, la universidad adoptó un modelo educativo enfocado hacia el aprendizaje práctico y el aprovechamiento de estancias empresariales, convirtiéndose en 2019 en una de las instituciones fundadoras de la Asociación Mundial para la Educación Cooperativa e Integrada al Trabajo (WACE) con sede en Toronto, Canadá. Asimismo, flexibilizó los planes de estudio para que los estudiantes de licenciatura pudiesen completar hasta el 40% de sus créditos académicos con distintas certificaciones profesionales reconocidas por la industria.
Otra novedad del modelo fue la promoción de la psicología positiva en sus planes de estudio y en algunas prácticas administrativas de la institución. Para ello, Tecmilenio nombró a Tal Ben-Shahar, un psicólogo israelí que popularizó dicha cátedra en la Universidad de Harvard, como presidente del consejo consultivo de su Instituto de Ciencias de la Felicidad (hoy Instituto de Ciencias del Bienestar Integral) el cual asumió la promoción de dichas iniciativas y presta servicios de consultoría e impartición de cursos de extensión. Dichas iniciativas atrajeron la atención de la oficina de relaciones con organizaciones no gubernamentales de la ONU, la cual invitó a su rector a compartir las experiencias institucionales en un panel de expertos organizado con motivo del Día Internacional de la Felicidad 2015.
Por otro lado, el diseño instruccional de las asignaturas, originalmente supervisado por el Tecnológico de Monterrey, comenzó a incorporar prácticas propias y de otras escuelas. Por ejemplo, desde abril de 2015 es la única institución mexicana que participa en el proyecto Blossoms del Instituto de Tecnología de Massachusetts (MIT), el cual desarrolla un nuevo modelo pedagógico para los cursos de ciencias y matemáticas a nivel bachillerato.

### Clasificaciones y convenios internacionales

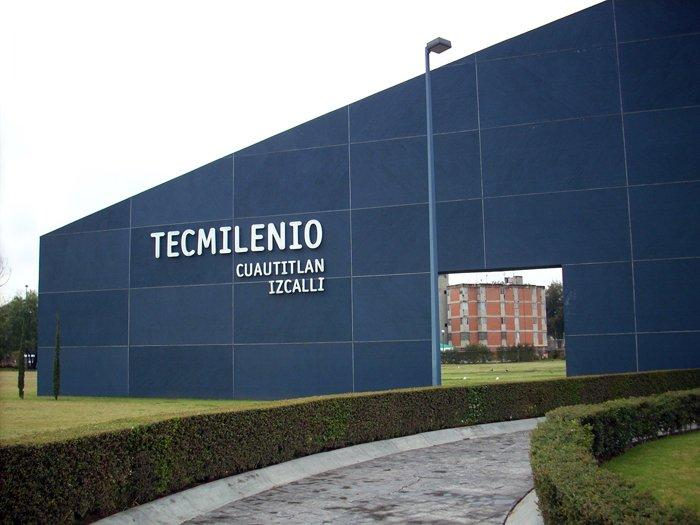
Frontispicio del Campus Cuautitlán Izcalli, fotografiado en 2012.

La universidad mantiene acuerdos de intercambio académico con instituciones de más de 60 países, como la Universidad de Valencia de España; la Universidad de Nottingham del Reino Unido; la Universidad Técnica Checa en Praga y la Universidad Federal de Rio Grande do Sul de Brasil.
Tiene acuerdos de doble titulación con una de las grandes écoles de Francia, la ICN Business School, para sus licenciaturas de negocios y con la Universidad de Burgos para sus maestrías en Administración. En cuanto a su oferta de capacitación empresarial, en 2022 firmó un acuerdo para incorporar algunos certificados y cursos empresariales de la Universidad Estatal de Arizona (ASU) a su oferta académica y desde septiembre de 2023 mantiene un acuerdo con cinco colegios universitarios del área de San Antonio, Texas (Alamo Colleges District) para capacitar a las enfermeras hispanohablantes que deseen laborar en los hospitales de dicha región.
Respecto a las clasificaciones o rankings académicos, en 2024 la institución aparece calificada con 4 de 5 estrellas en el Ranking Mundial de Universidades de Quacquarelli Symonds, obteniendo la máxima calificación (5 estrellas) en los rubros de enseñanza, empleabilidad, impacto social, inclusividad y educación en línea. Sin embargo, no figura en el resto de clasificaciones internacionales de referencia —como el Academic Ranking of World Universities de la Universidad Jiao Tong de Shanghái o aquellas elaboradas por el Times Higher Education.

## Vinculación social y empresarial
En 2020 fue la única universidad mexicana en recibir una mención honorífica en los Premios Green Gown de la Asociación Ambiental para Colegios y Universidades (EAUC) del Reino Unido e Irlanda y en julio de 2024 el gobierno mexicano eligió a Tecmilenio como uno de los 2 representantes académicos en el Comité del Bienestar (2024-2026) del Consejo Nacional de la Agenda 2030 de la ONU para el Desarrollo Sostenible.
La institución es socia del Laboratorio de Transformación de Empresas de Bajos Ingresos (Low Income Firms Transformation, LIFT Lab) del Instituto de Tecnología de Massachusetts (MIT), que tiene por objetivo aliviar la pobreza en los países en desarrollo y mejorar la calidad de vida de los mil millones de personas más pobres del mundo a través del mejoramiento de su capacidad de gestión de la cadena de suministro (SCM).

## Vida estudiantil
La vida estudiantil varía significativamente de acuerdo a la sede y modalidad de estudio. En términos generales, los alumnos están representados por una Federación de Estudiantes (FETECMI) y 28 consejos estudiantiles que agrupan a más de 500 estudiantes a nivel nacional.
En el ámbito deportivo, la mascota institucional es el halcón y en 2023 más de 620 atletas de 23 sedes participaron en las competencias atléticas intercampus (denominadas Interhalcones) donde compitieron en 6 disciplinas. En cuanto a actividades extracurriculares, 1,647 estudiantes forman parte de 138 equipos representativos.
Una vez graduados, los egresados son invitados a una asociación nacional llamada EXATECMI que es auspiciada por la escuela y que les provee de algunos descuentos corporativos, oportunidades de voluntariado y acceso a una bolsa de trabajo. En términos de empleabilidad, la institución reporta que el 89% de sus egresados encuentra empleo tras finalizar sus estudios, el 10% crea su propia empresa y el 56% de quienes trabajan lo hacen en empresas multinacionales.

## Polémicas

### Autoridades investigan presunta agresión en preparatoria de Monterrey
El 11 de marzo de 2025, se dio a conocer un presunto caso de agresión sexual ocurrido al interior de los baños de una preparatoria ubicada en el campus Las Torres, en Monterrey, Nuevo León. De acuerdo con versiones preliminares, cinco estudiantes habrían estado involucrados en la presunta agresión contra otro alumno de 16 años. El 14 de marzo, estudiantes del plantel realizaron una manifestación con carteles, expresando su solidaridad con el alumno involucrado y exigiendo el esclarecimiento de los hechos. La Fiscalía General de Justicia de Nuevo León informó que ya se abrió una carpeta de investigación tras recibir una denuncia formal. Ese mismo mes, el gobernador de Nuevo León, Samuel García, publicó en redes sociales que ninguno de los implicados en el caso colaboraba con el gobierno estatal y afirmó que “las víctimas cuentan con nuestro apoyo total y daremos seguimiento al caso hasta que se esclarezca lo sucedido”. Posteriormente, medios como El Amanecer, Latin Daily y El Financiero señalaron que, hasta la fecha, no se ha comprobado legalmente la existencia de un delito, y que algunas de las versiones difundidas en redes sociales no corresponden a los hechos ocurridos.
El caso ha generado un amplio debate en la opinión pública sobre el manejo institucional, mediático y digital de situaciones escolares delicadas.